# Chilelimnophila lyra
Chilelimnophila lyra är en tvåvingeart som först beskrevs av Alexander 1952.  Chilelimnophila lyra ingår i släktet Chilelimnophila och familjen småharkrankar. Inga underarter finns listade i Catalogue of Life.